# Vlag van Bièvre
De vlag van Bièvre is op 12 november 1998 bij raadsbesluit vastgesteld als de vlag van de Naamse gemeente Bièvre. De vlag kan als volgt worden beschreven:
Geel met een bever van natuurlijke kleur, op een golvend veld van blauw, beladen met twee eveneens golvende dwarsbalken van wit.
De vlag werd pas op 30 april 1999 bevestigd door de Franse Gemeenschapsregering. De vlag is volledig gebaseerd op het gemeentewapen en ziet er dus helemaal hetzelfde uit.